# بروتون (كامبريدجشير)
بروتون (بالإنجليزية: Broughton, Cambridgeshire)‏ هي قرية و أبرشية مدنية تقع في المملكة المتحدة في إنجلترا. يقدر عدد سكانها بـ 241 نسمة .